# 후지요시 신지
후지요시 신지(일본어: 藤吉 信次, 1970년 4월 3일 ~ )는 일본의 전 축구 선수이다.

## 구단 경력
1989년 일본 사커 리그의 요미우리(베르디 가와사키)에 입단했다. 1996년까지 65경기에 출전하여, 14득점을 넣었다. 4번의 J1리그 우승을 차지했다. 1996년 7월 교토 퍼플 상가로 이적했다. 2000년 J2리그의 베갈타 센다이로 이적했다. 2001년 J2리그 준우승으로 J1리그로 승격했다. 그후 FC 류큐, 뉴웨이브 기타큐슈에서 활동했다. 2009년후 현역 은퇴.